# 小森敏也
小森敏也（こもり としや、1965年2月23日 - ）は、日本の総理府・総務官僚。

## 来歴
三重県出身、三重県立桑名高等学校、東京大学法学部卒業。1988年4月 総理府入府（官房総務課）。1992年 大蔵省主計局調査課に出向し、諸外国の財政の調査や国際会議への対応を担当。2006年7月には総務省行政評価局評価監視官（規制改革等）として、規制や各省共通事項について調査、評価を行った。2020年7月20日 内閣官房内閣審議官（内閣官房副長官補付）、（命）内閣官房行政改革推進本部事務局次長、（命）内閣官房統計改革推進室長。2022年6月28日 関東管区行政評価局長。

## 職歴
- 1988年4月：総理府入府（官房総務課）[2]
- 1990年：総務庁人事局[2]
- 1992年：大蔵省主計局調査課[2]
- 1994年：総務庁行政監察局[2]
- 1995年：総理府行政改革委員会事務局参事官補佐[2]
- 1998年：内閣官房中央省庁等改革推進本部事務局参事官補佐[2]
- 2001年6月：総務省行政管理局副管理官
- 2004年7月：総務省行政管理局企画官
- 2006年7月：総務省行政評価局評価監視官（規制改革等担当）
- 2007年7月：総務省行政管理局管理官（厚生労働、経済産業、環境）
- 2008年7月：総務省行政管理局管理官（行革総括）、（併）内閣府事務官（地方分権改革推進室参事官）、（併）内閣事務官（内閣官房内閣参事官（内閣官房副長官補付））、（命）内閣官房行政改革推進本部事務局員
- 2010年7月27日：総務省大臣官房付、（併）内閣官房内閣参事官（内閣官房副長官補）、（命）内閣官房行政改革推進室参事官、（併）内閣府行政刷新会議事務局、（併）国家公務員制度改革推進本部事務局員[3]
- 2013年6月28日：総務省大臣官房政策評価広報課長[4]
- 2014年7月22日：総務省統計企画管理官（政策統括官付）[5]
- 2015年7月31日：総務省大臣官房参事官[6]
- 2016年6月17日：内閣府公益認定等委員会事務局次長
- 2018年7月20日：東北管区行政評価局長
- 2019年7月5日：総務省大臣官房審議官（行政評価局、統計基準担当）[7]
- 2020年7月20日：内閣官房内閣審議官（内閣官房副長官補付）、（命）内閣官房行政改革推進本部事務局次長、（命）内閣官房統計改革推進室長[8]
- 2022年6月28日：総務省関東管区行政評価局長[9]